# Welschenrohr-Gänsbrunnen
Welschenrohr-Gänsbrunnen est une commune suisse, du canton de Soleure, située dans le district de Thal.
La commune est née le 1er janvier 2021 de la fusion des deux anciennes communes de Welschenrohr et Gänsbrunnen.